# Diastasis
Un diastasis, en médecine est une situation caractérisée par une séparation permanente de deux structures adjacentes, pouvant être des os ou des muscles.

## Diastasis ostéoarticulaire
- Diastasis tibio-fibulaire
- Diastasis pubien : écartement de la symphyse pubienne
- Diastasis radio-ulnaire
- Diastasis spatulo-columnaire : écartement entre le premier métatarsien (colonne interne) et les quatre derniers (spatule)
- Diastasis acromio-claviculaire

## Diastasis des muscles grands droits
- Diastasis des grands droits